# 2014 WM510
2014 WM510 est un objet transneptunien avec un diamètre estimé à environ 180 km.